# Scaptia ianthina
Scaptia ianthina är en tvåvingeart som först beskrevs av White 1915.  Scaptia ianthina ingår i släktet Scaptia och familjen bromsar. Inga underarter finns listade i Catalogue of Life.